# Trichopsomyia rufithoracica
Trichopsomyia rufithoracica is een vliegensoort uit de familie van de zweefvliegen (Syrphidae). De wetenschappelijke naam van de soort is voor het eerst geldig gepubliceerd in 1921 door Curran.